# Pomos Piano
Pomos Piano var ett TV-program i Sveriges Television som började sändas 2008. Initiativtagare var Ylva Hällen som tillsammans med projektledare Sara Miller tog fram idén om ett musikmagasin för småbarn. Henrik Ståhl anställdes som sångtextförfattare, manusförfattare och dockspelare, och han utvecklade programmets karaktärer och plot tillsammans med Ylva Hällen. Från säsong två har förutom Ståhl fler manusförfattare tagits in, däribland Frida Derwinger, Janne Vierth och Anders Sparring. Rolando Pomo var programledare och sagoberättare i programmet. Nina Hjelmkvist medverkande från säsong två som dockspelare. Programmet har sänts i två säsonger och finns numera också på DVD och CD.
Ylva Hällen var regissör och producent för samtliga säsonger av programmet.

## Handling
Pappa Pomo har en teater med en magisk flygel. Varje gång han spelar en viss melodi på den förvandlas den till en sagovärld där vad som helst kan hända. På teatern bor, förutom Pomo själv; Kungen (Nina Hjelmkvist) Hickan (Henrik Ståhl), Spöket (Henrik Ståhl), och Dammråttorna Dagmar och Dustine som har bott på teatern "ända ifrån start" (Nina Hjelmkvist, Henrik Ståhl). Varje program ska avslutas med en "show" (Som alltid är samma sång; Maasalama, som framförs på olika sätt med olika instrument), och för att avgöra vad slutshowen ska "handla om" måste saga berättas. Pappa Pomo låter Hickan och Kungen turas om att välja vad sagan ska handla om. När valet är gjort spelar han en viss melodislinga på flygeln och den förvandlas till det som Kungen eller Hickan har valt.
Sagorna är ofta brokiga och märkliga. De följer inte någon förutsägbar linje och  har mycket sällan någon sensmoral. Kungen och Hickan upplever och drabbas av olika saker. De träffar andra figurer som befolkar sagovärldarna (Hjelmkvist och Ståhl) och Pappa Pomo finns alltid med som en ledsagare som då och då försvinner bort till tangenterna för att spela något. Mitt i sagan brukar spöket påkalla Pappa Pomos uppmärksamhet. Den av Kungen eller Hickan som är kvar på teatern brukar då ha fått problem med något. Problemet kan vara av trivial natur men är alltid på största allvar för Kungen eller Hickan. Dammråttorna Dagmar och Dustine spelar här ofta en viktig roll. Ofta är de orsaken till problemet och deras speciella personkemi och inre stridigheter får blomma ut här och bli roliga. (Dustin är mamma till Dagmar och kör med henne något kolosalt.) Hickan eller Kungen (och i sällsynta fall Dammråttorna) löser problemet själva och Pappa Pomo kan återvända till flygeln där sagan fortsätter. När sagan är slut, återvänder Pappa Pomo med Kungen eller Hickan till teatern (som egentligen bara är golvet nedanför flygeln) och de framför slutsången "Maasalama" som får ny karaktär varje gång baserat på sagans innehåll.

## Om programmet
Pomos Piano jämförs ofta med Staffan Westerbergs barnprogram Vilse i pannkakan från år 1975. Rolando Pomo påstår att han aldrig sett Vilse i pannkakan då han växte upp, men i en intervju berättade han att tänker se serien för att se "vad alla pratar om".

## Musiken
Programmet är proppfullt med musik. Dels tre återkommande sånger (samma varje gång):
- Nu är vi här! (Musik: Klas Backman. Text: Henrik Ståhl)
- Bom Kaputt. (Musik: Anders Lennartsson, Jesper Hörberg. Text: Henrik Ståhl)
- Maasalama. (Musik: Leif Jordansson. Text: Henrik Ståhl.)

Dels sagomusik komponerad av Gustav Rosén och musikvideor med musik och texter av en uppsjö olika upphovsmän.